# Västindisk karakara
Västindisk karakara (Caracara creightoni) är en förhistorisk utdöd fågel i familjen falkar inom ordningen falkfåglar. Den är endast känd från några få subfossila lämningar funna i Bahamas och på Kuba. Den var mindre än både nordlig och sydlig tofskarakara, med kraftigare näbb och ben. Den var också kortvingad och därför troligen relativt dålig på att flyga.
Karakaror är generellt opportunistiska marklevande asätare som förekommer i öppet landskap. Det ger en indikation om hur miljön såg ut på Bahamas när den levde. Fågeln kan ha överlevt in i holocen och kan därför ha påverkats av förändringar orsakade av människan.